# Jeansens historia i Sverige
Jeansens historia i Sverige börjar på 1920-talet. De första jeansen som tillverkades i Sverige var år 1925 av John Magnusson och hans företag, AB Skyddskläder. Jeansen kallades för cowboy-byxor och användes som arbetskläder. De blev inte så populära. Eric Pråhl, dåvarande chef på varuhuset Nordiska Kompaniet (NK), introducerade de Amerikanska jeansen, Gold Rivet i Sverige år 1947. Det blev en succé med stor efterfrågan. Importrestriktioner begränsade därefter importen på de amerikanska jeansen och Pråhl behövde en ny plan. Han sökte då kontakt med Algot Johansson ägare för Algots, som skulle hjälpa Pråhl med att tillverka jeans i Sverige. Det blev starten för den svenska produktionen av jeans, som fram till idag har varit en framgångsrik historia.  

## Amerikas påverkan på jeansens framväxt i Sverige

### Amerikanska inspiration
De första jeansen tillverkades år 1873 i San Francisco av Levi Strauss. Trots den tidiga tillverkningen av jeansen så var det fortfarande ovanligt att se någon bära dem i Sverige på 1950-talet. I Amerika hade jeansen använts i 80 år och materialet denim som de tillverkades av var väl använda av amerikanska cowboys, gruvarbetare och sjömän. Materialet denim var väldigt slitstarkt och därför passande för dessa yrkesgrupper.    

### Arbetsklädernas framväxt i Sverige

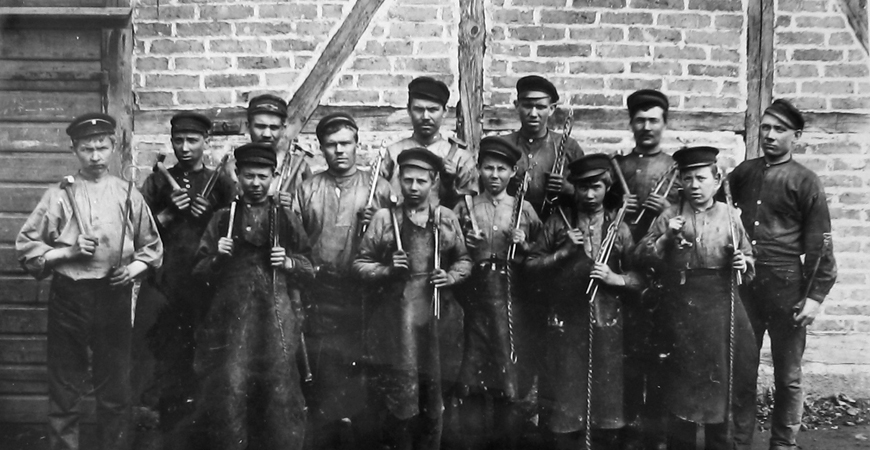
Arbetare i sina arbetskläder under industriella revolutionen i Sverige, år 1894

När industrialiseringen kom igång i Sverige i mitten av 1800-talet skapades nya revolutionerande uppfinningar som kom att förändra vårt samhälle. Detta medförde att efterfrågan på arbetskraft ökade och många nya yrkesgrupper skapades. I Amerika var man tidigt ute med praktiska arbetskläder som arbetarna bar på arbetsplatserna. Sverige hade en lång tradition av jordbruksarbete och arbetskraften var främst män. Kroppsarbete innebar att man krävde slitstarka plagg så som skinn. Järnvägsbyggandet som satte igång i mitten av 1850-talet sysselsatte många unga män, rallare. Det var ofta ogifta och fick själva ansvara för sitt hushåll och tvätt. De innebar att de ofta bar sina kläder över natten eller hängde upp de för tork om de blivit blöta. Det var ofta gamla och nötta kläder som användes. Industrialiseringen gjorde det möjligt att påverka tillverkningen och utbudet på arbetskläder. Rallarna fick tillgång att köpa mollskinnsbyxor, yllejägerskjortor och mycket mer slitstarka arbetskläder. I Sverige fick industrialiseringen sitt slutliga genombrott runt år 1890. Fabrikerna etablerades i städerna där nya samhällen växte upp. Urbaniseringen ledde till att arbetarna fick tillgång till ett nytt betalningssystem i pengar istället för naturprodukter. Förändringen av betalningssystemet skapade en marknad för färdiga arbetskläder, men de flesta arbetarna hade inte råd med nya arbetskläder då de var lågavlönade och sågs därför inte som en köpstark grupp. Priset på kläderna påverkade utbudet av de arbetskläder som erbjöds. Exempel på dessa arbetskläder kunde vara vadderade storvästar tillverkade i manchester, flanellskjortor, blåblusar och byxor tillverkade i vadmal. Arbetskläderna blev även populära hos jordbrukarna som markerade en högre status jämfört med de egenproducerade kläderna. Som ett resultat av utvecklingen av arbetskläder, fick konfektionsindustrin sitt genombrott under 1900-talet och skapade stora förändringar i samhället. Den första konfektionsindustrin befann sig i Borås där många företag konkurrerade med varandra. En viktig person för Sveriges utveckling av arbetskläder och konfektionsindustrin var Algot Johanssons. Han startade sitt företag Algot Johansson AB mer omtalat som, Algots. Konfektionsföretaget skapades 1907 i Borås och var ett av de första i branschen som växte och blev mycket känt på grund av de fritidskläder som skapades. Med hjälp av annonser i bland annat dags- och veckopress samt reklambroschyrer spreds kännedom om företaget runt om i Sverige. Algots bidrog till den kraftiga utvecklingen av samhället under 1900-talet när det gäller till teknik, ekonomi och socialt.        

### Amerika som förebilder
Den moderna konfektionsindustrin, i Sverige, tog fart under mellankrigstiden som en följd av de tekniska framstegen och efterfrågan från armén och dess behov. USA hade upplevt en liknande utveckling under inbördeskriget runt 1860 och under mellankrigstiden låg USA redan i framkanten både inom konfektionsindustrin och arbetskläder. Efter andra världskriget var stora delar av Europa krigshärjat och värst var det för Tyskland, Frankrike och Storbritannien medan USA hyllades som det land som hade hjälpt Europa att bekämpa nazismen, och som nation kämpade de för den fria människan. Industrin i USA var opåverkad efter krigsåren och hade stor produktionskapacitet, där Europa var en stor potentiell marknad för dem. Genom Marshallplanen, fick Europa resurser att snabbt åter bygga upp sina samhällen och industrier, vilket innebar att stora mängder av produkter fick en marknad i Europa. 

### John Magnusson och de första tillverkade jeansen i Sverige
En av pionjärerna inom jeans, i Sverige, var John Magnusson. Han startade redan 1917 sin egen agenturfirma som var specialiserad på arbetskläder. Oroligheterna under krigsåren innebar att han initialt var hänvisad till Europeiska leverantörer, men efter kriget skapade han relationer med Amerikanska tillverkare, en av dem var Blue Bell, idag mera känt som Wrangler. Arbetskläderna var färdigkonfektionerade och hade hög kvalitet och bra passform. De tillverkades i ett material som hette, Denim. Produkterna sålde bra men var dyra för den svenska marknaden. Med inspiration från Amerika skapade John Magnusson företaget AB Skyddskläder år 1925 i Fristad. De specialiserade sig på arbetskläder, men fyra år efter att företaget skapats tillverkade de Sveriges första jeans. Jeansen kallades då för cowboy-byxor. AB Skyddskläder hade nu ett helt sortiment av arbetskläder så som jeans, arbetsbyxor, overaller, hängselbyxor, jackor och skjortor. För att produktionen skulle gå så snabbt som möjligt då efterfrågan ökade, anställdes skickliga sömmerskor från gårdarna i Boråstrakten. Den största målgruppen som arbetskläderna såldes till var hamnarbetare, murare, snickare, målare och andra yrkesarbetare med tunga eller hårda arbetsförhållanden, som slet hårt på kläderna.

## Jeansmodets entré i Sverige

### "Klart California" och jeansens första tidningsannons
Levi Strauss lade grunden för den amerikanska jeans och modekulturen, men det tog många år innan jeansmodet attraherades Sverige. Under 1920-talet blev utomhusaktiviteter, speciellt camping en trend i USA som Sverige snabbt tog efter. För att kunna utföra dessa aktiviteter behövdes att man hade funktionsanpassade kläder. I USA hade redan utvecklats fritidskläder i form av overaller och jeans under tidigt 1900-tal, vilket gjorde svenskarna nyfikna och ville prova de amerikanska fritidskläderna. Jeans fanns redan i Sverige från år 1929, tack vare John Magnusson, men de hade inte fått den spridning och uppmärksamhet de förtjänade. Någon som däremot fick jeansen att få en spridning i hela Sverige var Eric Pråhl. Han var den dåvarande chefen över varuhuset Nordiska Kompaniet (NK), och reste i oktober 1946  till Palm Springs i Kalifornien för att besöka en mässa för herrmode. På mässan kunde han hitta många typer av fritidsplagg, men det var ett plagg som väckte hans intresse, de blåa jeansen. Han bestämde sig för att beställa ett par hundra byxor från märket, Gold Rivet, som hade en indigofärgad denim.
Efter besöket hade Pråhl stora visioner om att introducera det nya fritidsplagget till Sverige, men personalen på Nordiska Kompaniet var tveksamma till jeansen. I maj 1947 anordnade Pråhl ett evenemang som föll under namnet "Klart California". På detta evenemang hade man möjligheten att köpa vissa av de Gold Rivet-jeans som Pråhl hade tagit med sig från Amerika. När det lanserades genom en tidningsannons den 18 juli 1947 blev det den första jeans-annonsen i svensk press. De sålde snabbt slut med annonsen "Lita på cowboys de använder Denim jeans". Annonsen beskriver jeans som "...dessa ´klämmiga´ långbyxor i blått, special vävt bomullstyg av oerhörd slitstyrka. Denim jeans (uttalas djiins) har denna oefterlikneliga perfekta amerikanska passform i midjan och bak samt har blixtlåsgylf". Jeansen som såldes var främst marknadsförda för män. För män kostade jeansen 22 kr och för pojkar mellan 6 och 16 år 15 kr. De importerade amerikanska jeansen kom att säljas slut på noll-tid.

### Importrestriktioner och Sveriges chans för jeans
Återhämtningen efter andra världskriget hade inneburit en progressiv importökning från sommaren 1946. Denna ökning motsvarande inte exportinkomsterna och staten införde 1947 importrestriktioner för att försvara statens valutareserv och begränsa utflödet av dollar. Detta var en oväntad överraskning och importrestriktionerna skapade stora hinder för Nordiska kompaniet att importera mer av de populära jeansen som hade stor efterfrågan. Pråhl behövde tänka kreativt för att lösa kundernas efterfrågan på den populära jeansen. Pråhl kontaktade Algots och företagets ägare Algot Johansson som själv var innovativ och öppen för nya möjligheter. Algots hade stor produktionskapacitet och erfarenheter på fritidskläder. Pråhl litade på Algot som företag och Algot Johansson som dess ledare. Algot Johansson hade själv besökt USA och tagit intryck av jeans branschen och såg potentialen i produkten. De bestämde sig för att tillverka jeans i Sverige. Krigsåren hade även påverkat produktionen av tyger som det var brist på i Europa. Med stora ansträngningar och Marshallplanen som hjälp lyckades Algot få tag på en miljon meter denim från en tysk vävare. Algots lyckades få dispens och en importlicens med argumenten att de var i behov av tyget “blåtwill” för tillverkning av arbetskläder som var en bristvara i Sverige. Tyget vävdes i Tyskland och leverantören skrev “blåtwill” på fakturan men i själva verket var det denim som levererades till Algot. De hade lyckats kringgå importrestriktionerna. Detta innebar att Algot fick en unik möjlighet att tillverka jeans till den svenska marknaden när importrestriktioner för Amerikanska jeans var begränsande. Algots denim hade inte samma kvalitet som den amerikanska denimen då den var tunnare och hade inte samma färg. Trots skillnaden sålde Algots fler jeans än de hann producera. Våren 1951 började postorderföretaget Åhlén & Holm sälja de populära jeansen i sin katalog. Initialt såldes de som fritidskläder för män men utvecklades även till den kvinnliga målgruppen av fritidskläder. Jeansen blev snabbt en populär produkt som bars av stora delar av befolkningen. Med Amerika som förebild var de skickliga på att marknadsföra jeansen som bars av filmstjärnor, artister och kända förebilder.      

### Jeansens utveckling från arbetskläder till modeplagg och populärkultur
De första Jeansen som tillverkades av AB Skyddskläder som arbetskläder fick i Sverige ett kort liv. Det var först när de Amerikanska jeansen, Gold Rivet, lanserades på Nordiska kompaniet som jeansmode skapades i Sverige. Detta var genom Eric Pråhl´s känsla för jeanstrenden. I marknadsföring av jeansen i Amerika använde man under 30 och 40-talet tuffa cowboys. På 50-talet sätter filmstjärnor som Marlon Brando på sig jeans i filmen, Vild ungdom. En annan, "badboy", som filmades i jeans var James Dean i filmen, Ung rebell. Bland de kvinnliga skådespelerskorna som tidigt bar jeans kunde man se den sexiga symbolen Marilyn Monroe i filmer som Herrar föredrar blondiner och Hur får man en miljonär? Filmstjärnorna förändrade jeansens status från arbetskläder till modekläder. Filmerna som visades på biografer påverkade ungdomar över hela världen och jeansen blev snabbt populära även i Sverige. Den högkonjunktur som Sverige upplevde på 50-talet bidrog till att en köpstarka generation ungdomar ville klä sig som sina idoler. När popkulturen slog igenom på 1960-talet med artister som Elvis Presley och The Beatles påverkade de ungdomskulturen inte bara med sin musik utan även med modet, jeansen. Importrestriktionerna hävdes på 1960-talet och amerikanska jeans kunde återigen säljas på den svenska marknaden. De var tuffare än de svensktillverkade och hade under 60-talet ett eget snitt. De var rakt skurna, åtsittande över höfterna men gav full rörelsefrihet. Det var en amerikansk basmodell. Under 60-talet växer många Svenska jeansmärken fram. Ett av de mest populära märkena var Gul & Blå. Företaget grundades 1966 av Lars Knutsson och Martina Clason. Kunderna kunde köa i timmar utanför Gul & Blå i citypassagen för att få en möjlighet att köpa ett par jeans. Gul & Blå teamet var kreativa och skapade många innovativa modeller och utvecklade tyger. Den berömda TT modellen var ett arbetsnamn på ett indigofärgat bomullstyg som var mjukare än traditionell denim och Gul & Blå blev snabbt en succé på den Svenska jeansmarknaden.